# Colydiopeltis burckhardti
Colydiopeltis burckhardti là một loài bọ cánh cứng trong họ Trogossitidae. Loài này được Slipinski miêu tả khoa học năm 1992.